# Tengerparti tini mozi 2.
A Tengerparti Tini Mozi 2 (eredeti cím: Teen Beach 2) 2015-ös amerikai musical film, amelyet Jeffrey Hornaday rendezett. A főbb szerepekben Ross Lynch, Maia Mitchell, Grace Phipps, Garrett Clayton és John DeLuca látható.
Amerikában 2015. június 26-án mutatták be, Magyarországi premierje pedig 2015. július 18-án volt a Disney Channel-en.

## Ismertető
Nyár vége van, Brady és McKenzie visszatérnek a középiskolába. Csak itt döbbennek rá, hogy milyen különbözőek, és ez a kapcsolatukra is hat.  Lela és Bronzos váratlan látogatást tesznek náluk a való életben. Mivel Mack és Brady jól tudják, hogy az igazi világ cseppet sem hasonló a filmes világgal, az a tervük, hogy  biztonságban hazajuttassák a 60-as évekbe a csapatot, mielőtt még túl késő lenne.

## Szereplők
| Szereplő          | Színész            | Magyar hang            |
| ----------------- | ------------------ | ---------------------- |
| Brady             | Ross Lynch         | Borbíró András         |
| McKenzie / Mack   | Maia Mitchell      | Nemes Takách Kata      |
| Lela              | Grace Phipps       | Lamboni Anna           |
| Bronzos           | Garrett Clayton    | Markovics Tamás        |
| Butchy            | John DeLuca        | Szatory Dávid          |
| Cheechee          | Chrissie Fit       | Tamási Nikolett        |
| Cápa              | Jordan Fisher      | Baráth István          |
| Vihánc            | Mollee Gray        | Szabó Zselyke          |
| Csibész           | Kent Boyd          | Czető Roland           |
| Alyssa            | Piper Curda        | Csifó Dorina           |
| Devon             | Raymond Cham Jr.   | Moser Károly           |
| Spencer           | Ross Butler        | Előd Álmos             |
| Struts            | Jessica Lee Keller | Csuha Bori             |
| Lugnut            | William Loftis     | Molnár Levente         |
| További szereplők |                    | Orosz Anna Imre István |

## Filmzene
A film azonos című albuma 2015. június 23-án jelent meg az Amerikai Egyesült Államokban.

### Számlista
|     | Cím                          | Előadó(k)                                                                                            | Hossz |
| --- | ---------------------------- | --- | ----- |
| 1.  | Best Summer Ever             | Ross Lynch, Maia Mitchell, Garrett Clayton, Grace Phipps, John DeLuca, Jordan Fisher és Chrissie Fit | 3:28  |
| 2.  | On My Own                    | Ross Lynch                                                                                           | 2:25  |
| 3.  | Right Where I Wanna Be       | Grace Phipps és Garrett Clayto                                                                       | 2:29  |
| 4.  | Falling for Ya               | Jordan Fisher & Chrissie Fit                                                                         | 2:04  |
| 5.  | Wanna Be With You            | Jordan Fisher                                                                                        | 2:51  |
| 6.  | Twist Your Frown Upside Down | Ross Lynch, Maia Mitchell, Garrett Clayton és Grace Phipps                                           | 2:58  |
| 7.  | Silver Screen                | Ross Lynch és Maia Mitchell                                                                          | 2:58  |
| 8.  | Rescue Me                    | Sabrina Carpenter                                                                                    | 2:34  |
| 9.  | Gotta Be Me                  | Ross Lynch, Maia Mitchell, Garrett Clayton, Grace Phipps, John DeLuca és Jordan Fisher               | 3:53  |
| 10. | Meant to Be (Reprise 3)      | Ross Lynch, Maia Mitchell, Garrett Clayton és Grace Phipps                                           | 1:55  |
| 11. | That's How We Do             | Ross Lynch, Maia Mitchell, Garrett Clayton és Grace Phipps                                           | 3:36  |
| 12. | Starting Over                | R5                                                                                                   | 2:55  |
| 13. | On My Own                    | Ross Lynch                                                                                           | 3:27  |
| 14. | Best Summer Ever             | Matthew Tishler és Amy Powers                                                                        | 3:28  |
| 15. | Gotta Be Me                  | Niclas Molinder, Joacim Persson, Johan Alkenäs és Charlie Mason                                      | 3:54  |

## Gyártás
2014. április 27-én bejelentették, hogy a folytatást kap a Tengerparti Tini Mozi, a gyártás 2014 júliusában kezdődött Puerto Ricoban. Ross Lynch , Maia Mitchell, Grace Phipps, Garrett Clayton és John DeLuca szerepelnek a folytatásban is. A motorosokat és szörfösöket ábrázoló többi szereplő, Jordan Fisher, Chrissie Fit, William Loftis, Kent Boyd, Jessica Lee Keller és Mollee Grey szintén megerősítették, hogy visszatérnek a folytatásra.